# Бібліотека-філія №17 Краматорської ЦСПБ
Міська публічна бібліотека-філія № 17 ім. Краматорської ЦСПБ — єдина публічна бібліотека в мікрорайоні «Старе місто» Краматорська з населенням більше 32 тис. осіб.

## Фонди
Фонди книгозбірні налічують близько 86000 одиниць зберігання. Кількість відвідувачів складає 58000 осіб. Кожен з відвідувачів має змогу працювати в залах бібліотеки по 8 годин і щодня.

## Історія
Заснована у 1978 році.
У липні 2023 р. «з метою позбавлення від раніше присвоєних імен фізичних осіб, що пов'язані з радянським минулим та не слугують національно-патріотичному вихованню української молоді, вилучення з публічного простору міста російської імперської та радянської тоталітарної спадщини», бібліотека була позбавлена імені російського письменника Чехова.

## Заходи
В бібліотеці працюють три аматорські об'єднання за інтересами (молодіжний комп'ютерний клуб «Навігатор», дитячий екологічний гурток «Унікальна планета», об'єднання ветеранів праці металургійного заводу міста Краматорська «Невипадкові зустрічі»).
Щорічно бібліотека проводить більше 200 різних масових заходів.
Пріоритетними напрямками в роботі бібліотеки є сприяння освіті та самоосвіті, а також творчому розвитку відвідувачів бібліотеки, збереження і примноження інтелектуального багатства нашого міста.
У мікрорайоні обслуговування бібліотеки-філії знаходяться чотири загальноосвітніх школи, чотири дитячих садочка, станція юних техніків, ліцей, машинобудівний коледж, з якими бібліотека давно і плідно співпрацює. Бібліотекарі обслуговують усі категорії населення — дітей та їхніх батьків.
Бібліотека працює у сфері організації доступу громадян до соціально значимої інформації в електронному середовищі й електронних послугах. На базі бібліотеки діє Пункт доступу громадян до офіційної інформації. Бібліотека надає доступ до офіційної урядової інформації своїм відвідувачам, в тому числі соціально — незахищеним верствам населення. Організовує навчання людей похилого віку на ПК та роботі в мережі Інтернет.
В бібліотеці працює зона Wi-fi.
Партнерами бібліотеки є навчальні заклади мікрорайону та заклади культури. В останні два роки стратегічними партнерами книгозбірні стали: Видавництво «Фонтан казок», неформальна організація мистецького простору «Вільна хата».
| Країна  | Україна       |
| ------- | ------------- |
| Область | Донецька      |
| Місто   | Краматорськ   |
| Вулиця  | Велика Садова |
| Будинок | 62            |